# シャシ・タルール

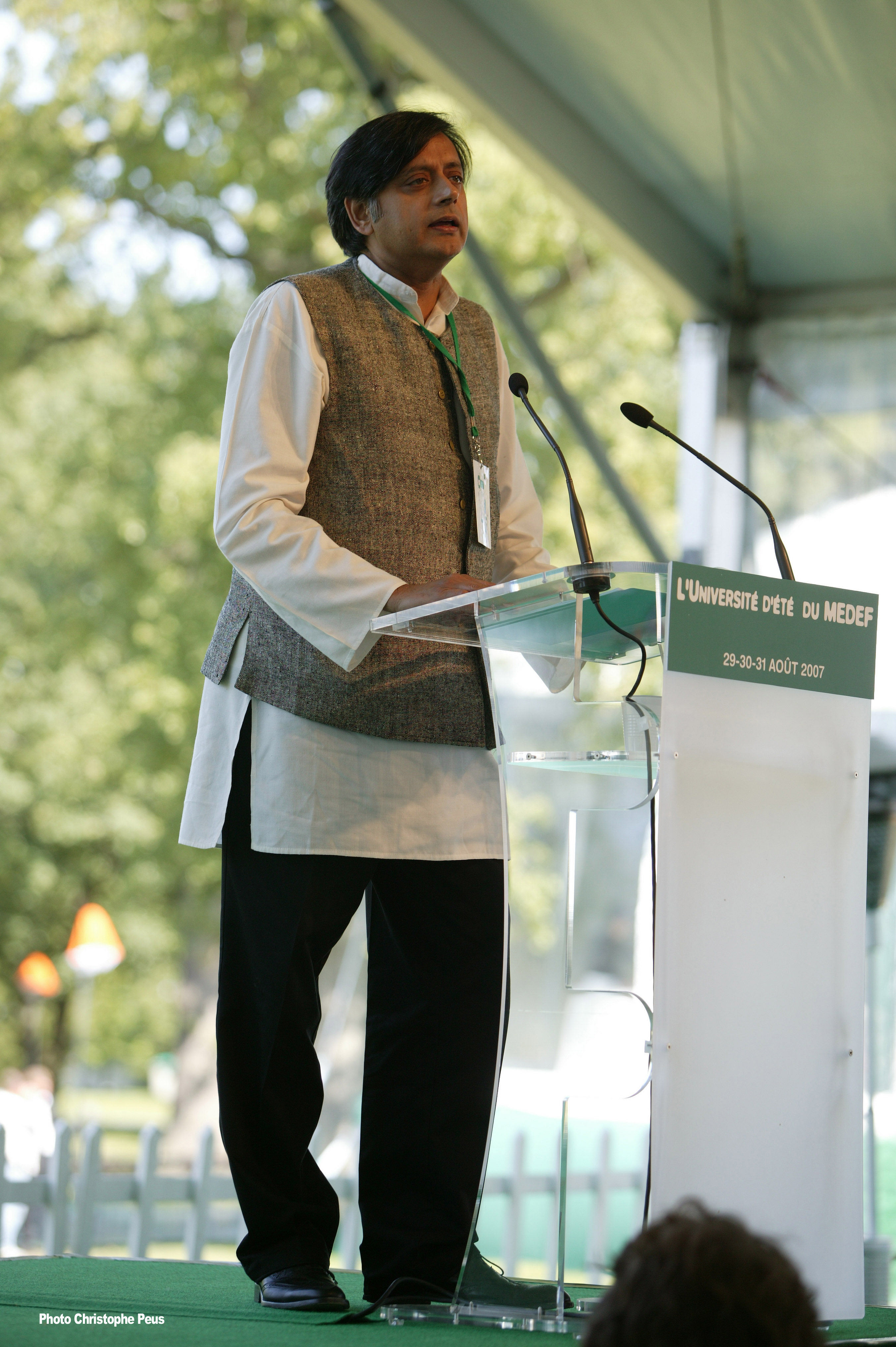
シャシ・タルール

シャシ・タルール（Shashi Tharoor (マラヤーラム語: ശശി തരൂര്‍; 1956年3月9日 - ） はインドの作家で国連職員。2006年7月現在は国連事務次長の職についており、広報活動を担当している。

## 教育
タルールはロンドンで生まれた。主にインドで教育を受け、ムンバイのキャンピオン・スクール、高校はコルカタの聖ザビエル学校、大学はデリーのセント・スティーヴン大学の歴史学科を卒業した。その後国連へ入局し、22歳の時タフツ大学のフレッチャー・ロー＆ディプロマシー・スクールにおいて博士号と二つの修士号を取得した。この他にアメリカ合衆国ワシントン州のピュージェットサウンド大学から国連での活動を評価されて名誉文学博士号を授与されている。

## 国連での活動
タルールは1978年から国連で働いている。ボート・ピープルが問題となった時期には、国連難民高等弁務官事務所のシンガポール支局において惨状を目にしている。1989年10月からはニューヨークの国連本部に配属され、1996年までユーゴスラビアでの平和維持活動に従事していた。1997年1月から1998年7月の間にはコフィー・アナン事務総長の特別補佐に任命されていた。同月に広報を担当する特別グループのリーダーに任命された。同年に開催されたダボス会議においては、"将来のグローバル・リーダー"の一人に指名されている。2002年1月からは広報担当の国連事務次長として働いている。

## 国連事務総長への立候補
2006年6月15日にインド政府は、タルールをコフィー・アナン事務総長の後任として推薦することを発表した。2006年7月24日から行われた国際連合安全保障理事会の各理事国による事前投票においては韓国の外交通商相である潘基文に次ぐ票を獲得しており、最有力候補の一人となったが、アメリカがタルールに対して拒否権を行使した。最終的に次期国連事務総長は潘基文に決まった。

## 文筆生活
タルールは英語を用いて数多くの小説やエッセイを執筆している。最も著名な物は1989年に出版された『The Great Indian Novel』で、『マハーバーラタ』に範をとって独立運動が高揚するインドの情景を多面的に描き出している。彼の著作のほとんどはインドを舞台として扱っている。
タルールは数多くの文学賞を授与されており、その中には1991年に受賞したイギリス連邦文学賞が含まれている。

### 著作

#### フィクション
- Riot (2001)
- Show Business (1992)
- The Five Dollar Smile and Other Stories (1990)
- The Great Indian Novel (1989)

#### ノンフィクション
- Bookless in Baghdad (2005)
- Nehru: The Invention of India (2003)
- Kerala: God's own country (2002)
- India: From Midnight to the Millennium (1997)
- Reasons of State (1982)

## 私生活
妻のTilottamaはジャーナリストであったが、現在は離婚している。二人の息子IshaanとKanishkはイェール大学を卒業した。

## リファレンスと外部リンク
- Shashi Tharoor's Home Page- Parts of the author's bio data have been reproduced from this website with Tharoor's permission
- USC Center on Public Diplomacy
- Who will be the next Secretary General?
- Shashi Tharoor's Bio on UN.org
- India should withdraw Shashi Tharoor’s nomination - By Sanal Edamaruku Article in Rationalist International web site
- Tharoor choice: MEA is sceptical -By Seema Mustafa Article in Asian Age
- BBC Q&A with Shashi Tharoor